# Andimeshk
Andimeshk (persiska انديمشک) är en stad i västra Iran. Den ligger strax nordväst om Dezful i provinsen Khuzestan och har cirka 140 000 invånare.